# Челнинка (приток Большого Черемшана)
Челнинка — река в России, протекает в Республике Татарстан и Самарской области.

## География и гидрология
Челнинка — левобережный приток реки Большой Черемшан, её устье находится в 188 километрах от устья Большого Черемшана. Длина реки — 29 километров. Площадь водосборного бассейна — 120 км².
На реке располагается село Челно-Вершины.

## Этимология
Название происходит от тюркско-булгарского слова чаллы (каменный, каменистый).

## Данные водного реестра
По данным государственного водного реестра России относится к Нижневолжскому бассейновому округу, водохозяйственный участок реки — Большой Черемшан от истока и до устья. Речной бассейн реки — Волга от верхнего Куйбышевского водохранилища до впадения в Каспий.
Код объекта в государственном водном реестре — 11010000412112100004858.